# Raimonds Bergmanis
Raimonds Bergmanis (Pļaviņas, URSS, 25 de julio de 1966) es un político y deportista letón que compitió en halterofilia y atletismo de fuerza.
Ganó una medalla de plata en el Campeonato Europeo de Halterofilia de 1997, en la categoría de +108 kg. En atletismo de fuerza obtuvo una medalla de bronce en El hombre más fuerte del mundo de 2002.
Participó en tres Juegos Olímpicos de Verano, entre los años 1992 y 2000. Fue el abanderado de Letonia en la ceremonia de apertura de los Juegos Olímpicos de Barcelona 1992.
Cursó estudios superiores en la Academia Letona de Educación Física y en la Universidad Técnica de Riga. Fue ministro de Defensa de Letonia de 2015 a 2019, representando al Partido Verde.

## Palmarés internacional
| Campeonato Europeo | Campeonato Europeo | Campeonato Europeo | Campeonato Europeo |
| Año                | Lugar              | Medalla            | Categoría          |
| ------------------ | ------------------ | ------------------ | ------------------ |
| 1997               | Rijeka (Croacia)   | Medalla de plata   | +108 kg            |